# Brug van Tabarka

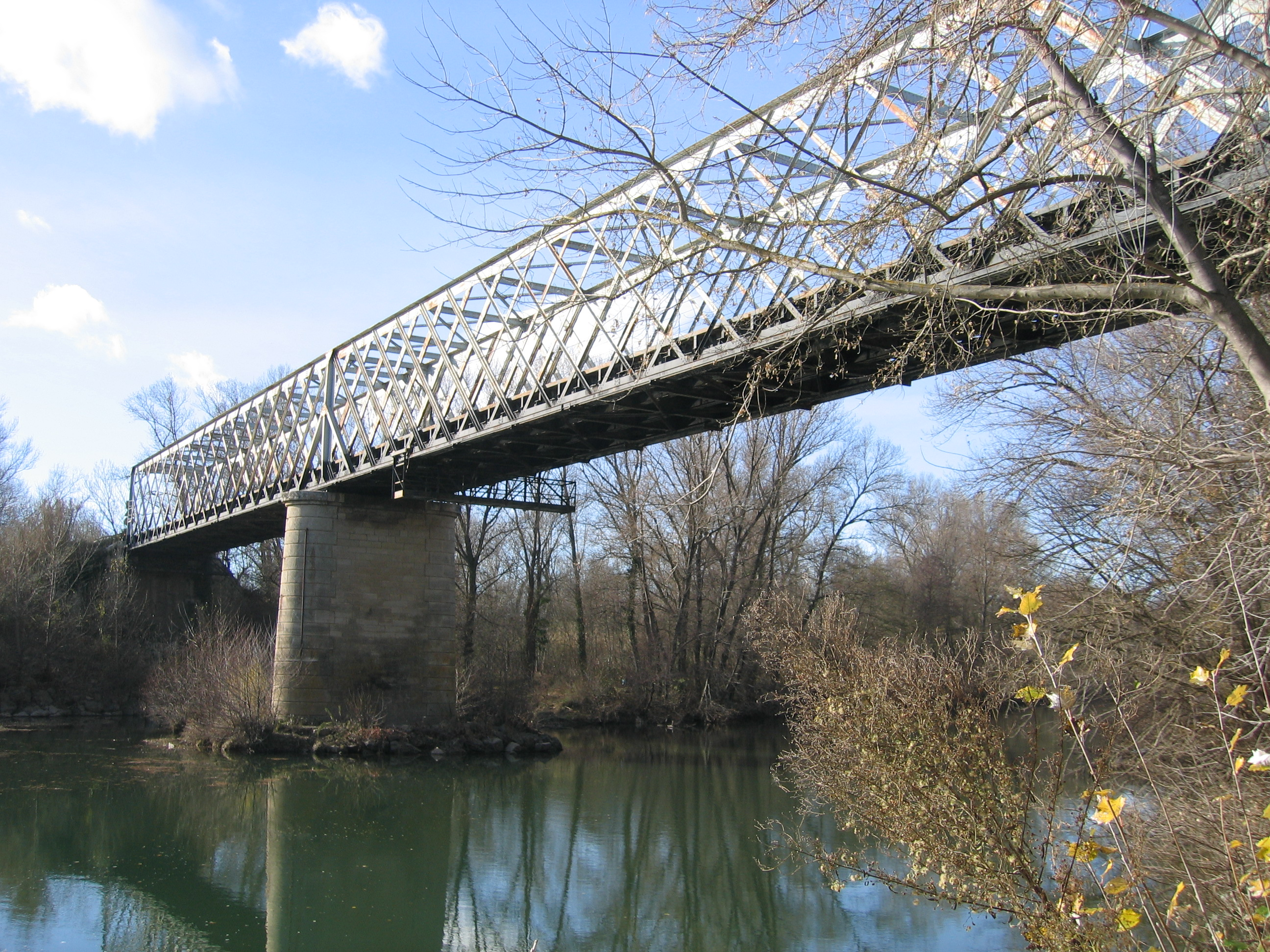
Brug van Tabarka

De Brug van Tabarka is een voormalige spoorwegbrug over de rivier Orb, in Zuid-Frankrijk.
De brug bevindt zich in de gemeente Maraussan aan de ene zijde en de stad Béziers aan de andere zijde. De gemeenten liggen in de regio Languedoc-Roussillon. De lokale spoorwegmaatschappij Chemins de fer de l’Intérêt Local de l'Hérault legde in het departement Hérault spoorlijnen aan, en enkel in dit departement (19e eeuw). De metalen brug werd gebouwd toen de onderneming de spoorlijn Béziers – Maraussan aanlegde. Sinds 1970 is het een brug voor wegverkeer.